# 大龍寺 (東京都北区)
大龍寺（だいりゅうじ）は、東京都北区田端4丁目にある真言宗霊雲寺派の寺院。

## 歴史
創建は慶長年間、当初は不動院浄仙寺と号していたが、天明年間に観鏡光顕という僧が中興し、大龍寺とした言われている。本尊は、かつては不動明王だったとも言われている。
当寺院には、近代日本を代表する俳人の正岡子規をはじめ、エドワード・ハワード・ハウス、横山作次郎、板谷波山、大川平三郎、木村芳雨、井上達也の墓がある。子規は、生前「静かな寺に葬って欲しい」と言っていたとされており、死後当寺院が選ばれて葬られた。これにちなみ、当寺院は子規寺とも呼ばれている。
当寺院に隣接して上田端八幡神社があり、当寺院は別当寺であった。

## 主な施設
- 本堂
- 客殿

## アクセス
- JR線田端駅より徒歩10分（経路案内）。
- 拝観は無料。日中の時間帯のみ受け付け。
- 駐車施設:なし